# Dienst (Telekommunikation)
Dienst ist in der Telekommunikation die umgangssprachliche Abkürzung für die Verfügbarkeit eines Telekommunikationsnetzes, jederzeit Informationen oder Nachrichten zu übertragen und zu vermitteln.

## Allgemeines
Die Benutzer erwarten von den Diensten, die ein Kommunikationssystem anbieten, die Deckung ihres Kommunikations- und Informationsbedarfs. Die Betreiber von Einrichtungen für Telekommunikation und Information erbringen Leistungen, die sie als definierte Dienste ihren Kunden anbieten. Deshalb werden auch Telekommunikationsdienstleistungen häufig mit „Dienst“ abgekürzt.

## Rechtsfragen
Das Telekommunikationsgesetz (TKG) bietet in § 3 Nr. 61 TKG eine Legaldefinition für „Telekommunikationsdienste“ an. Danach handelt es sich in der Regel um gegen Entgelt über Telekommunikationsnetze erbrachte Dienste, die – mit Ausnahme von Diensten, die Inhalte über Telekommunikationsnetze und -dienste anbieten oder eine redaktionelle Kontrolle über sie ausüben – sich aus Internetzugangsdiensten, interpersonellen Telekommunikationsdiensten und Diensten zusammensetzen, die ganz oder überwiegend in der Übertragung von Signalen bestehen, wie Übertragungsdienste, die für Maschine-zu-Maschine-Kommunikation und für den Rundfunk genutzt werden. Rechtlich sind daher Rundfunk, Fernsehen und Telemedien kein „Dienst“ im Sinne des TKG, weil sie als „Inhaltsdienste“ nicht „ganz oder überwiegend“ Signale übertragen, sondern Nachrichten. E-Mail-Dienste wie Gmail von Google waren nach dem TKG 2004 keine Telekommunikationsdienste. Dass Google bei dem Versenden und Empfangen von Nachrichten aktiv tätig werde, indem es den E-Mail-Adressen die IP-Adressen der entsprechenden Endgeräte zuordne, die Nachrichten in Datenpakete zerlege und sie in das offene Internet einspeise oder aus dem offenen Internet empfange, damit sie ihren Empfängern zugeleitet werden, reichte damals für die Einstufung dieses Dienstes als Telekommunikationsdienst für den EuGH nicht aus. Nach der TKG-Novelle von 2021 sind E-Mail-Dienste aber „interpersonelle Telekommunikationsdienste“ im Sinne des § 3 Nr. 23 TKG und somit „Telekommunikationsdienste“ nach § 3 Nr. 61 TKG.

## Arten
Je nach Art der Information oder Nachricht wird unterschieden zwischen Sprachdienst, Textdienst und Datendienst.
| Kommunikation | Medium                             |
| ------------- | ---------------------------------- |
| Sprachdienst  | menschliche Sprache oder Geräusche |
| Textdienst    | Texte in Schriftform               |
| Datendienst   | digitale Daten                     |

Für jede Kommunikationsform gibt es ein eigenes Kommunikationsmittel. Wegen der Vielzahl der Benutzer und der unterschiedlichen Übertragungstechnik lohnte es sich für Telekommunikationsunternehmen zunächst, jeweils ein eigenes diskretionäres Netzwerk zu betreiben.
Da bei Einführung der Datenübertragung das Telefonnetz das weltweit einzig nutzbare Netz war, erfolgte und erfolgt die Datenübertragung durch WAN über dieses Netz im Frequenzbereich von 300 bis 3400 Hertz durch Modems. Mit der Einführung von ISDN wurde das Prinzip „Ein Dienst – ein Netz“ aufgegeben. Allerdings war ISDN nicht in der Lage, den schnell steigenden Bandbreitenbedarf des Internets zu befriedigen. Dies führte zur Entwicklung ergänzender Netztechniken wie DSL zum Zugang auf ATM-Backbones über herkömmliche Telefonleitungen.

## Netzwerke
Die Vielzahl der Benutzer erforderte die Einrichtung von Kommunikationsnetzen.
| Kommunikationsform | Kommunikationsmittel                  | Netzwerk                                                     |
| ------------------ | ------------------------------------- | ------------------------------------------------------------ |
| Sprache, Geräusche | Telefon Handy, Smartphone             | Telefonnetz Mobilfunknetz                                    |
| Texte              | Teletex-Wiedergabegerät Fernschreiber | Teletexnetzwerke Telegramm: Fernschreibernetzwerke           |
| digitale Daten     | Datenendeinrichtung, Endgerät         | Datenfernübertragung, Datenübertragung: Datennetze, Internet |

## Digitalisierung
Vor der Digitalisierung gab es eine enge Bindung zwischen Dienst und Netzwerk (etwa Telefonate nur über das Telefonnetz), die seit der Einführung des Intelligenten Netzes im ab August 1981 einen Mehrwertdienst ermöglichten. Die Deutsche Bundespost bot seitdem die Datenübertragung im Telefonnetz durch den Dienst Datex-P an, der seit Januar 2019 nicht mehr existiert.
Durch die Digitalisierung ist die strikte Trennung einzelner Dienste in bestimmten Netzwerken entfallen und eine weitgehende Entkoppelung von Dienstebene und Netzebene erfolgt. So kann beispielsweise ein Telefonat auch über das Internet in Form der IP-Telefonie geführt werden.
Dienste sind nicht nur Dienstleistungen von Anbietern gegen Entgelt, sondern sie bestimmen durch die Festlegung der technischen Dienstmerkmale auch die Art und Weise, wie kommuniziert wird; Dienste sind deshalb standardisierte Kommunikation.

## Sonstiges
Im Zusammenhang mit Diensten haben sich im deutschen Sprachgebrauch Anglizismen eingebürgert. So verwendet man vielfach die Begriffe „Service“ für Dienst (Service-Dienste), „Service-Provider“ für Dienstanbieter, „Content Provider“ für Informationsdienstleister oder „Application Service Provider“ für Anbieter von Anwendungssoftware.